# Zola explanata
Zola explanata är en fjärilsart som beskrevs av Fabricius 1774. Zola explanata ingår i släktet Zola och familjen mätare. Inga underarter finns listade i Catalogue of Life.